# Burgsinn
Burgsinn er en købstad (markt) i Landkreis Main-Spessart i regierungsbezirk Unterfranken i den tyske delstat Bayern. Den er administrationsby for Verwaltungsgemeinschaft Burgsinn.

## Historie
Burgsinn er nævnt første gang i 812 i en skrivelse fra Kloster Fulda som „Sinngau" / „Sinnahgeuue“ erwähnt.
Friherre Haus Thüngens gamle ridergods overgik ved Reichsdeputationshauptschluss i 1803 til Fyrstedømmet Aschaffenburg. I 1808 blev det overtaget af Storhertugdømmet Würzburg, og blev i 1814 en del af Bayern.

### Borgen
Borgen, som også kaldes „altes Schloss“ , er anlagt som et typisk vandslot. Opførelsen af tårnene er dateret til det det 12. århundrede. De øvrige bygninger er ombygget eller fornyet i det 16. eller 17. århundrede. Anlægget er trapezformet, med et tårn i hvert hjørne. Ved indgangen til borgen er der et 22 meter højt porttårn, og 2½ meter tykke mure.

## Trafik
Burgsinn ligger ved eksprestogslinjen Hannover–Würzburg og jernbanen Flieden–Gemünden.